# Eight Crazy Nights
Eight Crazy Nights (bra: Oito Noites de Loucura de Adam Sandler; prt: Adam Sandler - Oito Noites Loucas) é um filme musical de animação de 2002, co-escrito e estrelado por Adam Sandler, e distribuído pela Columbia Pictures.

## Sinopse
Davey Stone (Adam Sandler), vivendo nos arredores de uma cidade pequena, tem de passar mais uma vez pela época natalina, a qual ele odeia. E faz o que costuma fazer sempre: incomoda todas as pessoas da cidade e acaba preso. Whitey, o antigo professor de basquete de Davey tem a ideia de lhe ser concedida a liberdade, sob a condição de realizar serviços comunitários. Mas Davey torna a sua sentença num verdadeiro desastre para Whitey e toda a cidade. Depois de algumas surpresas, incluindo o motivo da sua atitude anti-social, o aparecimento da sua primeira namorada, leva Davey a encontrar todas as razões para mudar de atitude.

## Elenco
- Adam Sandler - Davey Stone / Whitey Duvall / Eleanor Duvall / Deer
- Jackie Sandler (Alison Krauss, cantando) - Jennifer Friedman
- Austin Stout - Benjamin Friedman
- Allen Covert - Velhinha / Motorista de ônibus / Filho do prefeito
- Rob Schneider - Narrador / Sr. Chang
- Kevin Nealon - Prefeito Dewey
- Norm Crosby - Juiz
- Jon Lovitz - Tom Baltezor
- Dylan e Cole Sprouse - soldados da KB Toys
- Tyra Banks - vestido da Victoria's Secret
- Blake Clark - walkie-talkie da RadioShack
- Peter Dante - árbitro do Foot Locker
- Ellen Albertini Dow - caixa do See's Candies
- Kevin Farley - panda do Panda Express
- Lari Friedman - xícara do The Coffee Bean & Tea Leaf
- Carl Weathers como garrafa GNC